# Impure love
「impure love」（インプル ラブ）は、加藤和樹の4枚目のシングルである。

## 概要
- 通常盤（DVD付）と5000枚限定生産（フォトブックA、B）の3種類がある。それぞれ収録曲が一部異なる。

## 収録曲

### 通常盤
1. impure love
作詞：ササキオサム 作曲：今井晶規 編曲：井上日徳
2. Shining Road
作詞：加藤和樹 作曲：日田一聡 編曲：井上日徳
3. impure love（instrumental）
4. Shining Road（instrumental）

### 5000枚限定生産（フォトブックA）
1. impure love
2. Shining Road
3. melody（Dual N Remix）
作詞：加藤和樹 作曲/編曲：都啓一 リミキサー：井上日徳
4. impure love（instrumental）
5. Shining Road（instrumental）

### 5000枚限定生産（フォトブックB）
1. impure love
2. Shining Road
3. instinctive love（Laud N Remix）
作詞：ササキオサム 作曲：TAKUYA 編曲：TAKUYA、h-wonder リミキサー：井上日徳
4. impure love（instrumental）
5. Shining Road（instrumental）